# Le facce della morte
Le facce della morte (Faces of Death) è un film del 1978 diretto da John Alan Schwartz sotto lo pseudonimo di Conan LeCilaire.
È definito uno shockumentary, cioè un documentario contenente immagini violente e scioccanti. Ha generato diversi sequel. La pellicola è un misto di filmati di repertorio autentici e ricostruzioni effettuate dai cineasti.

## Trama
Il dr. Gröss è alle prese con un'operazione a cuore aperto, quindi parla a proposito della morte e delle sue facce. Inizia, così, una collezione di filmati dal contenuto altamente disturbante. La prima parte si concentra sugli animali (sia animali uccisi, sia gente uccisa da animali). Tra le tante: le battute di caccia di alcune tribù; lotta tra cani; mucche e agnelli uccisi al mattatoio; in un ristorante esotico, ad una scimmia viene aperta la testa e il suo cervello viene mangiato; un alligatore divora un ranger. Sono inoltre mostrate altre sequenze estremamente truci: una famiglia massacrata, bambini compresi; parecchie scene di autopsia; una setta religiosa che compie un sacrificio umano, e termina il rito con un'orgia; un condannato a morte viene ucciso nella camera a gas; un altro, invece, muore sulla sedia elettrica; un terrificante incidente aereo; morti sulle strade.

## Produzione
In un'intervista, il regista John Alan Schwartz ha ammesso che, nella scena della setta di cannibali, egli stesso interpretò il ruolo del sacerdote.
La sequenza dell'esecuzione sulla sedia elettrica fu messa in scena nella soffitta di un amico del regista. La bava della vittima era, in realtà, dentifricio. Al regista venne in mente la scena della sedia elettrica leggendo un articolo su Hustler Magazine.
Nonostante la pubblicistica del film abbia spesso affermato che la pellicola sia stata bandita in più di 40 nazioni, lo stesso sito web della distribuzione video, nella sezione "Controversy", afferma: "E, benché il film potrebbe non essere esattamente stato "messo al bando da 43 paesi", è stato realmente messo fuorilegge in alcune nazioni".

## Distribuzione
L'edizione italiana del film fu curata da Mario Morra. Tale versione è differente da quella originale: ha un montaggio diverso, musiche diverse, e sono state aggiunte alcune scene nuove. Tant'è che da alcuni Le facce della morte è considerato un film italiano. La stessa cosa accadde per Le facce della morte n. 2 (questa volta fu Renato Polselli a curare l'edizione italiana).
Nel film italiano Nudo e crudele (1984), è presente la medesima scena dell'alligatore che divora il ranger (anche se proposta con un montaggio diverso). Nel 1993 viene distribuito in video il film Traces of Death (con cinque sequel), sostanzialmente ispirato a Le facce della morte.

## Eventi successivi
In Giappone il film è stato per 10 settimane campione di incassi, davanti a Guerre stellari. È al 50º posto nella classifica di Entertainment Weekly "La Top 50 dei film cult di tutti i tempi".
Nel 2008, per festeggiare il trentesimo anniversario, il film è uscito in Blu-ray. In Italia non è mai stato distribuito, né in VHS né in DVD.

## Sequel
- Le facce della morte n. 2 (1981)
- Faces of Death III (1985)
- Worst of Faces of Death (1987)[7]
- Faces of Death IV (1990)
- Faces of Death V (1995)
- Faces of Death VI (1996)
- Faces of Death: Fact or Fiction? (1999)